# 半人马座ω
半人馬座ω或NGC 5139（奧米茄星團，中文名库楼增一），是一個曾被誤認為恆星，環繞著銀河系的球狀星團。它是銀河系內最大的球狀星團，於1677年被愛德蒙·哈雷發現，也是迄今所知最大的，且少數能以肉眼看見的。半人馬座ω距離地球約18,300光年，包含有數百萬顆第二星族的恆星，年齡大約120億歲。
半人馬座ω是拜耳命名法的名稱，並不因為不是單獨的恆星而變更傳統的名稱。
在大量觀測之後，發現半人馬座ω不同於其他的球狀星團：首先，它包含幾種不同世代的恆星，在澳洲國立大學天文與天文物理研究所指導研究生的勞拉史丹佛領導學生研究半人馬座ω內的恆星，推測他可能是一個比現在要大數百倍的矮星系核心，被我們的銀河扯碎和吸收掉了。在萊登大學的設計理論模型的格倫范德瓦也認同這種推論。

## 中心黑洞
2024年，一组天文研究声称在NGC 5139中心发现了一个8200倍太阳质量的中等质量黑洞。这项研究期初震动了天文界，因为虽然恒星质量黑洞与星系中心的超大质量黑洞早已经被证实广泛存在，中等质量黑洞一直未被发现。研究人员通过哈勃太空望远镜20年的拍摄数据，定位到了星团中央七颗异常高速运动的恒星，通过对轨道的计算，认为这里存在一颗中等质量黑洞。然而，另一项最新的研究认为这几颗高速恒星是由一团恒星级黑洞群集体影响的，而非单个的中等质量黑洞。

## 外部連結
- StarDate: Omega Centauri Fact Sheet （页面存档备份，存于）
- Hubblesite - Peering into the core of a globular cluster （页面存档备份，存于）
- Omega Centauri: Former Core of a Dwarf Galaxy?
- Omega Centauri: Proud Cluster or Sad Remnant? （页面存档备份，存于）
- Omega Centauri at ESA/Hubble - link not operational （页面存档备份，存于）
- Omega Centauri on Wikisky.org - Link not operational （页面存档备份，存于）
- Omega Centauri, Galactic Globular Clusters Database page （页面存档备份，存于）
- WikiSky上关于半人马座ω的内容：DSS2, SDSS, GALEX, IRAS, 氢α, X射线, 天文照片, 天图, 文章和图片
- Omega Centauri at Constellation Guide （页面存档备份，存于）